# Proces stu dziewięćdziesięciu trzech
Proces stu dziewięćdziesięciu trzech, tzw. "Wielki Proces" rosyjskich działaczy organizacji Narodnickich, uczestników ruchu "wędrówki w lud". Proces trwał od 18 października 1877 roku do 23 stycznia 1878 roku przed szczególnym wydziałem (ros. Особое присутствие) Senatu.
Proces był częścią akcji carskiego rządu skierowanej przeciwko rewolucjonistom. Komitet Ministrów w 1875 roku, na skutek coraz większej fali wystąpień rewolucyjnych w kraju, wyraził opinię, że społeczeństwo rosyjskie daje posłuch propagandzie rewolucyjnej, dlatego że nie zna faktycznych celów rewolucjonistów. Wielka akcja represyjna i pokazowy proces miały "otworzyć oczy ludowi".
Akcja aresztowań i przesłuchań objęła dwa tysiące osób, śledztwo trwało cztery lata, w tym czasie rewolucjoniści osadzeni byli bez wyroku w więzieniu śledczym. Wielu nie wytrzymało straszliwych warunków więzienia carskiego. Niektórzy wpadli w obłęd, inni zapadali na ciężkie choroby, umierali powolną śmiercią. Do procesu nie dotrwało około osiemdziesięciu osób.
Proces trwał ponad trzy miesiące. Na ławie oskarżonych zasiadło stu dziewięćdziesięciu trzech rewolucjonistów. Sala sądowa była tak zatłoczona oskarżonymi, że nie starczyło miejsca dla publiczności. Obrady sądu odbywały się więc przy drzwiach zamkniętych, chociaż wcześniej oficjalnie zapowiedziano proces publiczny. Po odczytaniu aktu oskarżenia oznajmiono, że oskarżeni zostali podzieleni na siedemnaście grup, które będą sądzone oddzielnie. Oskarżeni zaprotestowali domagając się wspólnego sądu. Wówczas do sali sądowej wkroczyli żandarmi i siłą wyprowadzili oskarżonych. Rewolucjoniści postanowili dobrowolnie nie wchodzić na salę obrad, na następne rozprawy wnoszeni byli przez żandarmów. Z ławy oskarżonych występowali oni przeciwko sędziom, lżyli senatorów, manifestowali swą pogardę dla "przekupnego sądu carskiego".
Po tym, jak jednemu z oskarżonych Hipolitowi Myszkinowi sąd odebrał prawo głosu, powiedział on: "Teraz mam zupełne prawo powiedzieć, że to nie sąd tylko zwykła komedia lub coś gorszego, bardziej wstrętnego, haniebnego niż dom publiczny: tam kobieta z nędzy kupczy swym ciałem, a tu senatorowie przez podłość, przez karierowiczostwo, dla rang i wysokich pensji kupczą wszystkim co dla ludzkości jest najdroższe". Po tej mowie został pobity na sali sądowej na oczach osłupiałych adwokatów.
Sympatia opinii publicznej była po stronie oskarżonych. Pod tym naciskiem sąd wydał aż 90 wyroków uniewinniających. Spośród skazanych 28 otrzymało długoletnie wyroki ciężkich robót, pozostali zostali zesłani na Syberię i w głąb Rosji. Spośród 90 uniewinnionych, 80 zostało w późniejszym czasie zesłanych w głąb Rosji w trybie administracyjnym (bez wyroku sądu).
Car Aleksander II odrzucił wniosek sądu o uwzględnienie czteroletniego pobytu w więzieniu przed procesem, na poczet kary.
W dzień po wyroku, w zemście za skazanych i zmarłych podczas procesu, rewolucjonistka Wiera Zasulicz postrzeliła szefa żandarmerii generała Fiodora Trepowa.